# Willkommen Mr. Chance
Willkommen Mr. Chance (dt. DVD-Titel: Willkommen, Mr. Chance) ist eine Filmsatire von Hal Ashby aus dem Jahr 1979. Das Drehbuch verfasste Jerzy Kosiński nach seinem gleichnamigen Roman. Hauptdarsteller Peter Sellers stand für diesen Film zum vorletzten Mal vor der Kamera.

## Handlung
Chance arbeitet seit seiner Kindheit als Gärtner eines wohlhabenden Mannes in Washington, D.C. Da er seine Wirkungsstätte in diesen Jahren nie verlassen hat, kennt er das Leben außerhalb des Grundstückzauns nur aus dem Fernsehen. Für dieses Medium interessiert er sich mittlerweile mehr als für seine Mitmenschen. Nachdem sein Arbeitgeber gestorben ist, ist Chance zum ersten Mal damit konfrontiert, sich den Herausforderungen des Alltags in der Welt jenseits der gewohnten Grenzen zu stellen. Dazu gehört, dass er das Haus seines Arbeitgebers auf Weisung der Nachlassverwalter verlassen und sich in der ihm unbekannten Wirklichkeit auf den Straßen der Stadt zurechtfinden muss, was bisweilen zu skurrilen Handlungen führt. Eine ihn bedrohende Straßengang etwa versucht er mithilfe seiner mitgenommenen TV-Fernbedienung abzuschalten.
Vor einem Fernsehgeschäft sieht er sich selbst das erste Mal im Fernsehen und gerät in seiner Verwirrung auf die Fahrbahn, wo er von einem einparkenden Auto angefahren wird. In diesem sitzt Eve Rand, die attraktive Gattin des erfolgreichen, aber schwerkranken Geschäftsmannes Ben Rand. Aufgrund eines Missverständnisses denkt Eve, das Unfallopfer heiße Chauncey Gärtner (in der Originalfassung: Chauncey Gardiner). Zur ärztlichen Versorgung nimmt sie Chance mit zu sich nach Hause. Dort lernt er Mr. Rand kennen. 
Chance trägt einen abgelegten Anzug seines verstorbenen Arbeitgebers auf und erwähnt im Gespräch wahrheitsgemäß, sein Haus sei geschlossen worden. Daraufhin hält Rand seinen neuen Bekannten für einen bankrottgegangenen Unternehmer. Doch damit nicht genug; die von seinem Gärtnerleben und den spärlichen sozialen Kontakten geprägte, äußerst einfache Sicht auf die Dinge wird von Rand als Ausdruck tiefer Weisheit interpretiert. 
Da es sich bei Rand um einen Vertrauten des US-Präsidenten handelt, wird der ehemalige Gärtner bald auch dem Regierungschef vorgestellt. Dieser ist von einem Statement Chances zum Wechsel der Jahreszeiten so begeistert, dass er den vermeintlichen „Mr. Gardiner“ im Zusammenhang mit einer aktuellen politischen Frage namentlich in einer öffentlichen Rede zitiert. Nach einem Auftritt in einer Late-Night-Show, in der Chance bald darauf ähnliche Bemerkungen zu Themen der Botanik von sich gibt, gilt er als öffentlich hochangesehene Persönlichkeit.
Auf Betreiben des Präsidenten recherchieren die US-Geheimdienste zur Person „Chauncey Gardiner“. Als Ergebnis liegen den Agenten zwar detaillierte Informationen über dessen Kleidung vor (bis hin zum Fabrikat seiner Unterwäsche), doch zur Person sind keinerlei Daten zu finden. Da der Präsident jedoch nicht durch einen Unbekannten beraten werden kann, reden sich die Behörden ein, Chance sei so wichtig, dass seine Akten vernichtet wurden. Die tatsächlichen Verhältnisse erkennt nur Rands Arzt, der sich jedoch aus Rücksicht auf seinen im Sterben liegenden Patienten und dessen Sympathie für Chance darüber ausschweigt. Rand legt das Schicksal seiner Frau in Chances Hände.
Kurze Zeit später stirbt Rand. Bei seiner Beerdigung verständigen sich die Spitzen der von ihm hinterlassenen Firmen darauf, dass der vermeintliche Chauncey Gärtner die ideale Besetzung für die nächste Amtszeit der US-Präsidentschaft wäre. Der Kandidat in spe bekommt davon nichts mit. Während der Beisetzungszeremonie verlässt er die Trauergesellschaft, wandert ein Stück durch Rands verschneites Anwesen, rückt in Gärtnermanier die Zweige eines Bäumchens gerade und schreitet schließlich, wie es nach der biblischen Überlieferung Jesus auf dem See Genezareth getan haben soll, über das Wasser eines kleinen Sees.

## Kritiken
Roger Ebert sah in seiner Besprechung Parallelen zwischen Chances begrenztem Intellekt und den ebenfalls eingeschränkten Kommunikationsfähigkeiten eines nach dem Prinzip der Künstlichen Intelligenz funktionierenden Computerprogramms. Außerdem wies er darauf hin, dass Satire im amerikanischen Film eine bedrohte Lebensform sei, die sich üblicherweise, wie in den Werken von Mel Brooks, platt und slapstickartig präsentiere. Ashbys Film sei hingegen ein seltenes Exemplar der feinsinnigen Satire. Schließlich stellte Ebert einen Zusammenhang her zwischen Chances Plattitüden, den öffentlichen Auftritten von Politikern sowie dem Rezeptionsvermögen der Öffentlichkeit: Botschaften an das Publikum dürften nicht länger als zehn Sekunden dauern und keine konkreten Absichten oder Versprechen enthalten. Andererseits verfüge das mit der Fernbedienung ausgerüstete Publikum nur über eine sehr kurze Aufmerksamkeitsspanne.
Laut Hans-Christoph Blumenberg liege „eine Geschichte vom unfreiwilligen Triumph des Allerdümmsten über die Dummen“ vor. Ein „somnambule[s] Kleinkind im Körper eines Fünfzigjährigen“ bewege sich „im Fernsehparadies Amerika“.
- Lexikon des internationalen Films: „Eine tragikomische, teilweise sarkastische Satire über die Schwächen der modernen Industrie- und Finanzgesellschaft, insbesondere den unbegrenzten, abstumpfenden Konsum der allzu mächtigen Fernsehprogramme. Hervorragend gespielte Unterhaltung mit Substanz.“[3]

- Adolf Heinzlmeier und Berndt Schulz in Lexikon „Filme im Fernsehen“ (1990): „(…) bitterböse Satire mit einem hervorragenden Sellers in seiner letzten Rolle.“ (Wertung: 3½  Sterne = außergewöhnlich)[4]

## Hintergrund und Wirkung
Nach der Veröffentlichung des Romans Being There im Jahr 1971 erhielt dessen Autor Jerzy Kosiński ein Telegramm mit der Botschaft „Available in my garden or outside of it“ (Verfügbar in meinem Garten oder außerhalb). Die zusätzlich angegebene Telefonnummer stellte sich als die von Peter Sellers heraus. Sellers bemühte sich in den folgenden Jahren intensiv um eine Verfilmung von Kosińskis Vorlage. Möglich wurde dies erst nach seinem Erfolg mit weiteren Filmen der Pink-Panther-Reihe.
Kosiński hatte ursprünglich durchaus Ambitionen, in der Verfilmung die Rolle des Mr. Chance selbst zu übernehmen. Eine Anekdote besagt, dass er seine Absicht erst anlässlich einer Party verworfen habe, auf der auch Peter Sellers gewesen ist. Sellers soll dort alle Anwesenden von seinen schauspielerischen Qualitäten überzeugt haben, indem er sich vor einen ausgeschalteten Fernseher gesetzt und so getan habe, als verfolge er fasziniert das laufende Programm.
„Life is a state of mind“ („Das Leben ist ein Gemütszustand“). Diese letzte Zeile des Films schmückt auch die letzte Ruhestätte von Peter Sellers, der sieben Monate nach der Uraufführung (19. Dezember 1979) verstarb. Chance war seine vorletzte Rolle.
„I like to watch.“ In mehreren Szenen des Films beschreibt Chance mit diesen Worten, dass er gerne fernsieht. In zwei Fällen wird diese Bemerkung gründlich missverstanden. Zunächst interpretiert ein homosexuell orientierter Gesprächspartner dieses Bekenntnis als Wunsch, ihm und einem anderen Mann beim Geschlechtsverkehr zuzusehen. In der zweiten Szene fühlt sich Rands Ehefrau Eve dadurch aufgefordert, im Beisein von Chance zu masturbieren. Was allerdings nichts daran ändert, dass dessen Aufmerksamkeit sich bald wieder dem Fernsehprogramm zuwendet. „I like to watch“ (für die deutsche Filmfassung übersetzt mit „Ich gucke gern“ bzw. „Ich gucke am liebsten“) gilt im englischsprachigen Raum als geflügeltes Wort, das seitdem insbesondere im voyeuristischen Kontext häufig verwendet wird.
Der Vorspann des Films wurde von Pablo Ferro gestaltet.

## Auszeichnungen
Willkommen Mr. Chance ist mit einer Reihe bedeutender Filmpreise ausgezeichnet worden. Dazu gehören ein Oscar in der Kategorie Bester Nebendarsteller (Douglas), der BAFTA Award in der Kategorie Bestes Drehbuch sowie Golden Globes in den Kategorien Bester Schauspieler Musical/Comedy (Sellers) und Bester Nebendarsteller (Douglas). Nominiert war der Film außerdem 1980 auch für die Goldene Palme der Internationalen Filmfestspiele von Cannes und für einen Oscar (Bester Hauptdarsteller, Sellers). Anzumerken ist, dass 1980 alle wichtigen Filmpreise an Kramer gegen Kramer verliehen wurden und Willkommen Mr. Chance dadurch möglicherweise unterbewertet ist. Das Drehbuch wurde in der Kategorie Bestes adaptiertes Drehbuch/Komödie mit dem Preis der Writers Guild of America ausgezeichnet.
In der vom American Film Institute herausgegebenen Liste der 100 witzigsten amerikanischen Filmkomödien aller Zeiten rangiert dieser Film auf Position 26.